# Klingenbach (Breitenbach)
Der Klingenbach ist ein knapp 1,5 km langer Bach auf dem Gemeindegebiet von Obersontheim im Landkreis Schwäbisch Hall im nordöstlichen Baden-Württemberg, der nach östlichem Lauf bei Engelhofen von links in den Breitenbach mündet.

## Geographie

### Verlauf
Der Klingenbach entsteht etwas seitlich der Talsteige der L 1066 von der Hochebene um Winzenweiler in die Engelhofer Ebene hinunter. Ursprung ist der Auslauf eines Drainagerohrs auf etwa 465 m ü. NHN, das etwa 150 Meter westlich des Obersontheimer Rothofs an der merklichen Verflachung der Ebene eine Hangwiese am Talanfang entwässert. Den jungen Bach begleitet hier ein sumpfiger Streifen, an dessen Rand zwei ältere Quellfassungen mit Betondeckeln liegen, aus deren einer dem Klingenbach gleich auf seinen ersten paar Metern Wasser zufließt; etwas abseits liegt eine jüngere Quellfassung mit einer pilzförmigen Entlüftungshaube aus Edelstahl.
Schon fünfzig Meter nach dem Ursprung verschwindet der Bach am Rand eines Feldweges in einer Verrohrung, die dem Geländeprofil nach auf den nächsten 150 Metern ein Feld unterquert und neben einem Obstbaumstreifen auf der flachen Böschung links zum Anwesen Rothof hin vorbeifließt. Dann quert ein grasiger Feldweg die flache Mulde, die wohl aufgefüllt ist, denn an dessen anderer Seite fällt eine 3 bis 4 Meter hohe Böschung recht steil in eine v-förmige Geländerinne ab. Am Böschungsfuß fließt das Bachwasser aus dem unteren Futter eines Rohres, bei stärkerem Durchfluss wohl auch aus dem Rohr selbst. Der Rinnenboden weitet sich dann auf den nächsten hundert Metern zu einer etwa zehn Meter breiten sumpfigen Niederung aus, in der im Frühjahr Sumpfdotterblumen blühen und im Herbst ein Brennnesselfeld steht. Der Bach selbst fließt hier in zwei Zweigen hart unter der Böschung links und rechts; auf der rechten Seite ist der Anstieg höher und steiler, ein weiteres Dränagerohr spendet dem Zweig von dieser Seite kräftig Wasser. Am Böschungsknick darüber setzt bald eine langgezogene Baumgruppe ein.
Etwa hundert Meter nach seinem Wiederzutagetritt passiert der Klingenbach in nur wenigen Schritten Entfernung einen etwa argroßen Teich auf etwas über 440 m ü. NHN, dem vom baumgesäumten Hang her aus einem großen Entwässerungsrohr wohl zuweilen Wasser zufließt. Dann verschwindet der Bach wieder in einer Verdolung, die unter einer inzwischen von flacheren Flurhängen gesäumten Wiese läuft.
Neben einem einsetzenden geschotterten Feldweg zieht der Bach dann wieder im Freien, sehr geradlinig und sehr flach. Hier ist er beidseits von einer anfangs nur aus Erlen bestehenden Baumreihe begleitet, die zuweilen ein Unterholz aus Schlehen haben. Kurz vor einem kreuzenden asphaltierten Feldweg mischen sich auch einige Weiden unter, dann setzt die Galerie ganz aus und er läuft nun wieder steiler in einer sich eintiefenden Mulde neben dem nun ebenfalls asphaltierten begleitenden Weg auf Engelhofen zu, an dessen Rand er wieder in einer Verdolung unter der Durchgangsstraße des Weilers verschwindet; gegen Ende dieses Abschnitts stehen spärlich ein paar Bäume und Weidenstrünke am Lauf.
Im Ort selbst ist von ihm nichts zu sehen, auf der Ostseite von Engelhofen mündet er im Wiesensaum von links und zuallerletzt Nordwesten auf etwa 403 m ü. NHN in den Breitenbach, dessen Namenslauf erst kurz zuvor in Fortsetzung des Stielbachs begonnen hat.
Der Klingenbach beendet seinen etwa 1,8 km langen, abschnittsweise auch unterirdischen Lauf mit etwa 34 ‰ mittlerem Sohlgefälle rund 62 m unterhalb seines Ursprungs. Er hat keinen bedeutenden Zufluss.

### Einzugsgebiet
Der Klingenbach hat ein Einzugsgebiet von etwa 0,8 km² Größe, das auf dem Gestück über der Steige der L 1066 Mittelfischach–Winzelweiler beginnt und sich dann west- und abwärts etwa 1,9 km weit bis zur Mündung bei Engelhofen erstreckt. Es liegt naturräumlich gesehen in den Schwäbisch-Fränkischen Waldbergen, mit dem oberen Teil bis zur Offnung der Talklinge zur Engelhofer Ebene im Unterraum Limpurger Berge, danach im Unterraum Fischachbucht und Randhöhen. Quer zur Haupterstreckung ist es maximal wenig über einen halben Kilometer breit. Im Norden grenzt hinter dem Wolfsberg-Sporn der Hochebene der Limpurger Berge das Einzugsgebiet des Amsbachs an, im Nordosten das eines kurzen abwärtigen Breitenbach-Zulaufs. Im Süden konkurriert ganz kurz der Breitenbach selbst, dann länger sein Oberlauf Stielbach, hinter dem westlichen Teil der rechten Wasserscheide, die den Kalkberg-Sporn erklimmt und ihm folgt, dann der Stielbach-Zulaufs aus der Hühnerklinge. Jenseits der Wasserscheide im Westen fließt wenig eingetieft auf der Hochebene der linke Hauptstrangoberlauf Rotklingenbach des Eisbachs, der als einziges Nachbargewässer ohne Umweg über Fischach und Bühler in den Kocher fließt.
Diese westliche Wasserscheide liegt überall über 497 m ü. NHN, die größte Höhe auf ihr wird mit 501,8 m ü. NHN im Nordwesteck des Einzugsgebietes am Ansatz des Wolfsbergs erreicht. Etwa ein Viertel des Einzugsgebietes ist bewaldet, dieser Anteil liegt zur Gänze im Westen auf den Spornen von Kalkberg im Süden und – deutlich überwiegend – Wolfsberg im Norden. In der offenen Flur liegen im Gestück Äcker, anschließend dominieren bis über das Ende der Erosionsbucht des Baches hinaus die Wiesen, beidseits über der anschließenden wenig tiefen Talmulde des Baches liegen in der Engelhofener Ebene meist wieder Äcker. Die einzigen Siedlungsplätze sind der Rothof nahe dem Ursprung und der Weiler Engelhofen an der Mündung, die beide wie über 90 % des Gebiets zur Gemeinde Obersontheim gehören. Nur ein kleiner Streifen Wald und Flur auf der Hochebene vor der westlichen Wasserscheide gehört zu Gaildorf.

## Geologie
Die Quelle des Klingenbachs liegt dicht an der Grenze zwischen dem Schilfsandstein (Stuttgart-Formation), der sich als Band auf mittlerer Höhe den Westabfall der Limpurger Berge entlangzieht, und den darunterliegenden Estherien-Schichten des Gipskeupers (Grabfeld-Formation), die wohl auch für die steile rechte Böschung über dem Teich etwas abwärts des Rothofs verantwortlich ist. In den Estherienschichten verbleibt der Bach dann bis etwas nach dem Austritt aus seiner Talbucht am asphaltierten querenden Feldweg. Danach läuft er in einer wenig tiefen Mulde unterhalb der Corbula-Schicht des Gipskeupers in diesem bis zur Mündung im weiten Auensedimentstreifen des Breitenbachs.
Oberste Schicht im ganzen Einzugsgebiet ist der Kieselsandstein (Hassberge-Formation) im Gestück und auf den westwärtigen Teilen von Wolfsberg und Kalkberg, unter dem ein teils weites Band von Unterem Bunten Mergel (Steigerwald-Formation) ausstreicht. Darunter folgt dann der schon erwähnte Schilfsandstein.
Die für die Engelhofer Ebene stufenbildende Corbula-Schicht, vormals nach dem Mündungsort Engelhofer Platte genannt, gibt der Unterlaufmulde stellenweise einen schroffen Trogansatz.

## Schutzgebiet
Die gesamte offene Obersontheimer Flur des Einzugsgebietes, ausgenommen nur die beiden Orte Rothof und Engelhofen mit ihrem Weichbild, liegt im Landschaftsschutzgebiet Fischachtal mit Nebentälern und angrenzenden Gebieten zwischen Herlebach und Kottspiel.

### LUBW
Amtliche Online-Gewässerkarte mit passendem Ausschnitt und den hier benutzten Layern: Lauf und Einzugsgebiet des Klingenbachs

Allgemeiner Einstieg ohne Voreinstellungen und Layer: Daten- und Kartendienst der Landesanstalt für Umwelt Baden-Württemberg (LUBW) (Hinweise)
1. 1 2  Höhe nach dem Höhenlinienbild auf dem Hintergrundlayer Topographische Karte.
2. ↑  Länge nach dem Layer Gewässernetz (AWGN) des Online-Kartenservers der LUBW und einer zusätzlichen Messung auf dem Hintergrundlayer Topographische Karte. Die Gewässerkarte berücksichtigt das gut 300 Meter lange Oberlaufstück von der Hangquelle westlich des Rothofs bis zum Teich südöstlich von ihm nicht.
3. ↑  Einzugsgebiet abgemessen auf dem Hintergrundlayer Topographische Karte.
4. ↑  Höhe nach schwarzer Beschriftung auf dem Hintergrundlayer Topographische Karte.
5. ↑  Schutzgebiet nach dem einschlägigen Layer.

### Andere Belege
1. ↑  Der Teich ist annähernd quadratisch mit etwa 10 Metern Seitenlänge.
2. ↑  Wolf-Dieter Sick: Geographische Landesaufnahme: Die naturräumlichen Einheiten auf Blatt 162 Rothenburg o. d. Tauber. Bundesanstalt für Landeskunde, Bad Godesberg 1962. → Online-Karte (PDF; 4,7 MB)
3. ↑  Geologie nach den Layern zu Geologische Karte 1:50.000 auf: Mapserver des Landesamtes für Geologie, Rohstoffe und Bergbau (LGRB) (Hinweise)
Siehe auch die Karte gleichgen Maßstabs unter→ Literatur.